# Liste der Nummer-eins-Hits in Neuseeland (1981)
Dies ist eine Liste der Nummer-eins-Hits in Neuseeland im Jahr 1981. Sie basiert auf den offiziellen Single und Albums Top 40, die im Auftrag von Recorded Music NZ, dem neuseeländischen Vertreter der IFPI, ermittelt werden. Es gab in diesem Jahr 19 Nummer-eins-Singles und 18 Nummer-eins-Alben.

## Singles
| ← 1980 ← | Liste der Nummer-eins-Hits in Neuseeland | Liste der Nummer-eins-Hits in Neuseeland | Liste der Nummer-eins-Hits in Neuseeland | 1982 →                    |
| \| Zeitraum \| Wo. ges. \| Interpret \| Titel Autor(en) \| Zusätzliche Informationen \| \| (Zeitraum, Wochen auf Platz eins, Interpret, Titel, Autor[en], zusätzliche Informationen) \| \| \| \| \| \| ----------------------------------------------------------------------------------------- \| -------- \| --------------------- \| ---------------------------- \| ------------------------- \| \| 21. Dezember 1980 – 14. Februar 1981 8 Wochen \| 8 \| Joe Dolce \| Shaddap You Face \| – \| \| 15. Februar 1981 – 28. Februar 1981 2 Wochen \| 2 \| Blondie \| The Tide Is High \| – \| \| 1. März 1981 – 4. April 1981 5 Wochen \| 5 \| John Lennon \| Woman \| – \| \| 5. April 1981 – 11. April 1981 1 Woche (insgesamt 3) \| 3 \| Deane Waretini \| Bridge \| – \| \| 12. April 1981 – 18. April 1981 1 Woche \| 1 \| The Swingers \| Counting the Beat \| – \| \| 19. April 1981 – 2. Mai 1981 2 Wochen (insgesamt 3) \| 3 \| Deane Waretini \| Bridge \| – \| \| 3. Mai 1981 – 16. Mai 1981 2 Wochen \| 2 \| The Swingers \| Counting the Beat \| – \| \| 17. Mai 1981 – 13. Juni 1981 4 Wochen \| 4 \| Smokey Robinson \| Being with You \| – \| \| 14. Juni 1981 – 20. Juni 1981 1 Woche \| 1 \| Sheena Easton \| Morning Train (9 to 5) \| – \| \| 21. Juni 1981 – 27. Juni 1981 1 Woche \| 1 \| Joy Division \| Love Will Tear Us Apart \| – \| \| 28. Juni 1981 – 15. August 1981 7 Wochen \| 7 \| Stars on 45 \| Stars on 45 \| – \| \| 16. August 1981 – 22. August 1981 1 Woche \| 1 \| Joy Division \| Atmosphere \| – \| \| 23. August 1981 – 29. August 1981 1 Woche (insgesamt 3) \| 3 \| Kool & the Gang \| Celebration \| – \| \| 30. August 1981 – 5. September 1981 1 Woche \| 1 \| The Screaming Meemees \| See Me Go \| – \| \| 6. September 1981 – 19. September 1981 2 Wochen (insgesamt 3) \| 3 \| Kool & the Gang \| Celebration \| – \| \| 20. September 1981 – 3. Oktober 1981 2 Wochen \| 2 \| Billy Field \| Bad Habits \| – \| \| 4. Oktober 1981 – 10. Oktober 1981 1 Woche \| 1 \| The Commodores \| Lady (You Bring Me Up) \| – \| \| 11. Oktober 1981 – 31. Oktober 1981 3 Wochen \| 3 \| Joey Scarbury \| Greatest American Hero Theme \| – \| \| 1. November 1981 – 5. Dezember 1981 5 Wochen \| 5 \| Renée Geyer \| Say I Love You \| – \| \| 6. Dezember 1981 – 19. Dezember 1981 2 Wochen \| 2 \| Olivia Newton-John \| Physical \| – \| \| 20. Dezember 1981 – 23. Januar 1982 5 Wochen (insgesamt 8) \| 8 \| Howard Morrison \| How Great Thou Art \| – \| |                                          |                                          |                                          |                           |
| ← 1980 |                                          |                                          |                                          | → 1982 →                  |
| Zeitraum | Wo. ges.                                 | Interpret                                | Titel Autor(en)                          | Zusätzliche Informationen |
| (Zeitraum, Wochen auf Platz eins, Interpret, Titel, Autor[en], zusätzliche Informationen) |                                          |                                          |                                          |                           |
| 21. Dezember 1980 – 14. Februar 1981 8 Wochen | 8                                        | Joe Dolce                                | Shaddap You Face                         | –                         |
| 15. Februar 1981 – 28. Februar 1981 2 Wochen | 2                                        | Blondie                                  | The Tide Is High                         | –                         |
| 1. März 1981 – 4. April 1981 5 Wochen | 5                                        | John Lennon                              | Woman                                    | –                         |
| 5. April 1981 – 11. April 1981 1 Woche (insgesamt 3) | 3                                        | Deane Waretini                           | Bridge                                   | –                         |
| 12. April 1981 – 18. April 1981 1 Woche | 1                                        | The Swingers                             | Counting the Beat                        | –                         |
| 19. April 1981 – 2. Mai 1981 2 Wochen (insgesamt 3) | 3                                        | Deane Waretini                           | Bridge                                   | –                         |
| 3. Mai 1981 – 16. Mai 1981 2 Wochen | 2                                        | The Swingers                             | Counting the Beat                        | –                         |
| 17. Mai 1981 – 13. Juni 1981 4 Wochen | 4                                        | Smokey Robinson                          | Being with You                           | –                         |
| 14. Juni 1981 – 20. Juni 1981 1 Woche | 1                                        | Sheena Easton                            | Morning Train (9 to 5)                   | –                         |
| 21. Juni 1981 – 27. Juni 1981 1 Woche | 1                                        | Joy Division                             | Love Will Tear Us Apart                  | –                         |
| 28. Juni 1981 – 15. August 1981 7 Wochen | 7                                        | Stars on 45                              | Stars on 45                              | –                         |
| 16. August 1981 – 22. August 1981 1 Woche | 1                                        | Joy Division                             | Atmosphere                               | –                         |
| 23. August 1981 – 29. August 1981 1 Woche (insgesamt 3) | 3                                        | Kool & the Gang                          | Celebration                              | –                         |
| 30. August 1981 – 5. September 1981 1 Woche | 1                                        | The Screaming Meemees                    | See Me Go                                | –                         |
| 6. September 1981 – 19. September 1981 2 Wochen (insgesamt 3) | 3                                        | Kool & the Gang                          | Celebration                              | –                         |
| 20. September 1981 – 3. Oktober 1981 2 Wochen | 2                                        | Billy Field                              | Bad Habits                               | –                         |
| 4. Oktober 1981 – 10. Oktober 1981 1 Woche | 1                                        | The Commodores                           | Lady (You Bring Me Up)                   | –                         |
| 11. Oktober 1981 – 31. Oktober 1981 3 Wochen | 3                                        | Joey Scarbury                            | Greatest American Hero Theme             | –                         |
| 1. November 1981 – 5. Dezember 1981 5 Wochen | 5                                        | Renée Geyer                              | Say I Love You                           | –                         |
| 6. Dezember 1981 – 19. Dezember 1981 2 Wochen | 2                                        | Olivia Newton-John                       | Physical                                 | –                         |
| 20. Dezember 1981 – 23. Januar 1982 5 Wochen (insgesamt 8) | 8                                        | Howard Morrison                          | How Great Thou Art                       | –                         |

## Alben
| ← 1980 ← | Liste der Nummer-eins-Hits in Neuseeland | Liste der Nummer-eins-Hits in Neuseeland | Liste der Nummer-eins-Hits in Neuseeland | 1982 →                    |
| \| Zeitraum \| Wo. ges. \| Interpret \| Titel \| Zusätzliche Informationen \| \| (Zeitraum, Wochen auf Platz eins, Interpret, Titel, zusätzliche Informationen) \| \| \| \| \| \| ------------------------------------------------------------------------------ \| -------- \| ----------------------------- \| ---------------------------------- \| ------------------------- \| \| 14. Dezember 1980 – 24. Januar 1981 6 Wochen \| 6 \| Kenny Rogers \| Greatest Hits \| – \| \| 25. Januar 1981 – 31. Januar 1981 1 Woche \| 1 \| David Bowie \| Chameleon \| – \| \| 1. Februar 1981 – 14. März 1981 6 Wochen \| 6 \| Anne Murray \| Greatest Hits \| – \| \| 15. März 1981 – 21. März 1981 1 Woche (insgesamt 4) \| 4 \| John Lennon & Yoko Ono \| Double Fantasy \| – \| \| 22. März 1981 – 28. März 1981 1 Woche \| 1 \| Nolans \| Making Waves \| – \| \| 29. März 1981 – 18. April 1981 3 Wochen (insgesamt 4) \| 4 \| John Lennon & Yoko Ono \| Double Fantasy \| – \| \| 19. April 1981 – 16. Mai 1981 4 Wochen \| 4 \| Split Enz \| Waiata \| – \| \| 17. Mai 1981 – 20. Juni 1981 5 Wochen \| 5 \| The Cure \| Faith \| – \| \| 21. Juni 1981 – 27. Juni 1981 1 Woche \| 1 \| Joy Division \| Unknown Pleasures \| – \| \| 28. Juni 1981 – 11. Juli 1981 2 Wochen \| 2 \| Tom Petty & the Heartbreakers \| Hard Promises \| – \| \| 12. Juli 1981 – 1. August 1981 3 Wochen \| 3 \| Kim Carnes \| Bette Davis Eyes \| – \| \| 2. August 1981 – 22. August 1981 3 Wochen \| 3 \| Star Sound \| Stars on 45 \| – \| \| 23. August 1981 – 29. August 1981 1 Woche \| 1 \| The Pretenders \| Pretenders II \| – \| \| 30. August 1981 – 12. September 1981 2 Wochen \| 2 \| Cliff Richard \| Cliff Richard 1958-1981 \| – \| \| 13. September 1981 – 26. September 1981 2 Wochen \| 2 \| Rolling Stones \| Tattoo You \| – \| \| 27. September 1981 – 24. Oktober 1981 4 Wochen \| 4 \| Carol O’Halloran \| Jazzercise \| – \| \| 25. Oktober 1981 – 7. November 1981 2 Wochen \| 2 \| Royal Philharmonic Orchestra \| Hooked on Classics \| – \| \| 8. November 1981 – 12. Dezember 1981 5 Wochen \| 5 \| Queen \| Greatest Hits \| – \| \| 13. Dezember 1981 – 16. Januar 1982 5 Wochen \| 5 \| Simon & Garfunkel \| The Simon and Garfunkel Collection \| – \| |                                          |                                          |                                          |                           |
| ← 1980 |                                          |                                          |                                          | → 1982 →                  |
| Zeitraum | Wo. ges.                                 | Interpret                                | Titel                                    | Zusätzliche Informationen |
| (Zeitraum, Wochen auf Platz eins, Interpret, Titel, zusätzliche Informationen) |                                          |                                          |                                          |                           |
| 14. Dezember 1980 – 24. Januar 1981 6 Wochen | 6                                        | Kenny Rogers                             | Greatest Hits                            | –                         |
| 25. Januar 1981 – 31. Januar 1981 1 Woche | 1                                        | David Bowie                              | Chameleon                                | –                         |
| 1. Februar 1981 – 14. März 1981 6 Wochen | 6                                        | Anne Murray                              | Greatest Hits                            | –                         |
| 15. März 1981 – 21. März 1981 1 Woche (insgesamt 4) | 4                                        | John Lennon & Yoko Ono                   | Double Fantasy                           | –                         |
| 22. März 1981 – 28. März 1981 1 Woche | 1                                        | Nolans                                   | Making Waves                             | –                         |
| 29. März 1981 – 18. April 1981 3 Wochen (insgesamt 4) | 4                                        | John Lennon & Yoko Ono                   | Double Fantasy                           | –                         |
| 19. April 1981 – 16. Mai 1981 4 Wochen | 4                                        | Split Enz                                | Waiata                                   | –                         |
| 17. Mai 1981 – 20. Juni 1981 5 Wochen | 5                                        | The Cure                                 | Faith                                    | –                         |
| 21. Juni 1981 – 27. Juni 1981 1 Woche | 1                                        | Joy Division                             | Unknown Pleasures                        | –                         |
| 28. Juni 1981 – 11. Juli 1981 2 Wochen | 2                                        | Tom Petty & the Heartbreakers            | Hard Promises                            | –                         |
| 12. Juli 1981 – 1. August 1981 3 Wochen | 3                                        | Kim Carnes                               | Bette Davis Eyes                         | –                         |
| 2. August 1981 – 22. August 1981 3 Wochen | 3                                        | Star Sound                               | Stars on 45                              | –                         |
| 23. August 1981 – 29. August 1981 1 Woche | 1                                        | The Pretenders                           | Pretenders II                            | –                         |
| 30. August 1981 – 12. September 1981 2 Wochen | 2                                        | Cliff Richard                            | Cliff Richard 1958-1981                  | –                         |
| 13. September 1981 – 26. September 1981 2 Wochen | 2                                        | Rolling Stones                           | Tattoo You                               | –                         |
| 27. September 1981 – 24. Oktober 1981 4 Wochen | 4                                        | Carol O’Halloran                         | Jazzercise                               | –                         |
| 25. Oktober 1981 – 7. November 1981 2 Wochen | 2                                        | Royal Philharmonic Orchestra             | Hooked on Classics                       | –                         |
| 8. November 1981 – 12. Dezember 1981 5 Wochen | 5                                        | Queen                                    | Greatest Hits                            | –                         |
| 13. Dezember 1981 – 16. Januar 1982 5 Wochen | 5                                        | Simon & Garfunkel                        | The Simon and Garfunkel Collection       | –                         |